# الحقيقة .. ذلك المجهول (مسلسل)
الحقيقة.. ذلك المجهول، مسلسل تلفزيوني مصري عُرض أول مرة في سنة 1977، من بطولة صلاح ذو الفقار، وإخراج محمود الشريف.

## الاحداث
دراما تشويقية بوليسية فبعد مقتل (عزت عبد السلام) في ظروف غامضة يتم توجيه الاتهام لكل أفراد عائلته حتى تنتهي الاحداث بالكشف عن الجاني فهل يكون فعلا أحد أفراد العائلة؟.

## صناع العمل
- تأليف: محمد الشناوي
- إخراج: محمود الشريف
- مدير إنتاج: مطيع زايد
- إنتاج: تليفزيون دبي ومؤسسة الخليج للأعمال الفنية - دبي.

## الشخصيات الرئيسية
- صلاح ذو الفقار
- سهير البابلي
- أحمد مرعي
- توفيق الدقن
- نبيلة السيد
- نبيل بدر
- أحمد خليل
- فتحية شاهين
- محمد شوقي